# Zinna
Zinna är en ortsteil i staden Torgau i Landkreis Nordsachsen i förbundslandet Sachsen i Tyskland. Zinna var en kommun fram till den 1 januari 2013 när den uppgick i Torgau. Zinna hade 1 475 invånare 2012.